# Rostocker Volks- und Raiffeisenbank
Die Rostocker Volks- und Raiffeisenbank eG war eine deutsche Genossenschaftsbank mit Sitz in der Hansestadt Rostock in Mecklenburg-Vorpommern. Im Jahr 2022 fusionierte die Bank mit der VR Bank Mecklenburg eG.

## Geschichte
Vorläufer der Rostocker Volks- und Raiffeisenbank  war der „Vorschußverein zu Rostock“. Er nahm seine Geschäftstätigkeit im Jahre 1860 auf.

## Rechtsgrundlagen
Rechtsgrundlagen der Bank waren ihre Satzung  und das Genossenschaftsgesetz. Die Organe der Genossenschaftsbank waren der Vorstand, der Aufsichtsrat und die Vertreterversammlung. Die Bank war der BVR Institutssicherung GmbH und der Sicherungseinrichtung des Bundesverbandes der Deutschen Volksbanken und Raiffeisenbanken e.V. angeschlossen.

## Niederlassungen
Die Rostocker Volks- und Raiffeisenbank unterhielt neun Bankstellen.

## Tochterunternehmen
Die Bank war zu 100 % an der „Rostocker VR-Immobilien GmbH“ und der „Rostocker VR-Versicherungskontor GmbH“ mit Sitz in Rostock beteiligt.